# 제임스 사이크스 (주지사)
제임스 사이크스(James Sykes, 1761년 3월 27일, 영국령 아메리카 델라웨어 식민지 도버 ~ 1822년 10월 18일, 델라웨어주 도버)은 미국의 정치인으로 델라웨어 주지사이다.

## 경력
- 1794.01 ~ 1801.02 델라웨어 상원의원
- 1801.02 ~ 1802.01 제14대 델라웨어주 주지사
- 1802.01 ~ 1813.01 델라웨어 상원의원

## 역대 선거 결과
| 선거명        | 직책명                    | 대수 | 정당   | 득표율 | 득표수 | 결과 | 당락 |
| ------------- | ------------------------- | ---- | ------ | ------ | ------ | ---- | ---- |
| 1798년 재선거 | 상원의원 (델라웨어 제2부) | 6대  | 연방당 | 41.67% | 10표   | 2위  | 낙선 |
| 1799년 선거   | 상원의원 (델라웨어 제2부) | 7대  | 연방당 | 46.15% | 12표   | 2위  | 낙선 |
| 1805년 선거   | 상원의원 (델라웨어 제2부) | 9대  | 연방당 | 4.00%  | 1표    | 3위  | 낙선 |